# Jim Ard
Jimmie Lee Ard, detto Jim (Harvey, 19 settembre 1948), è un ex cestista statunitense, professionista nella ABA e nella NBA.

## Carriera
Venne selezionato dai Seattle SuperSonics al primo giro del Draft NBA 1970 (6ª scelta assoluta).

## Palmarès
- Campionato NBA: 1

Boston Celtics: 1976